# 机场站 (波士顿地铁)
机场站（英語：Airport station）位于是马萨诸塞州东波士顿区，90号州际公路和马萨诸塞州1A号公路之间，是最靠近爱德华·劳伦斯·洛根将军国际机场的地铁站，蓝线和快捷公交银线SL3支线均在此站停靠。
地铁蓝线在此站改变供电模式，往西方向列车进入东波士顿地铁隧道，使用第三轨道供电，往东方向在地面轨道行驶，使用高架電纜供电。旧车站为砖砌建筑，于1952年建成。2004年车站重建，全新现代化车站为钢铁建筑，并辅以玻璃檐篷。

## 历史

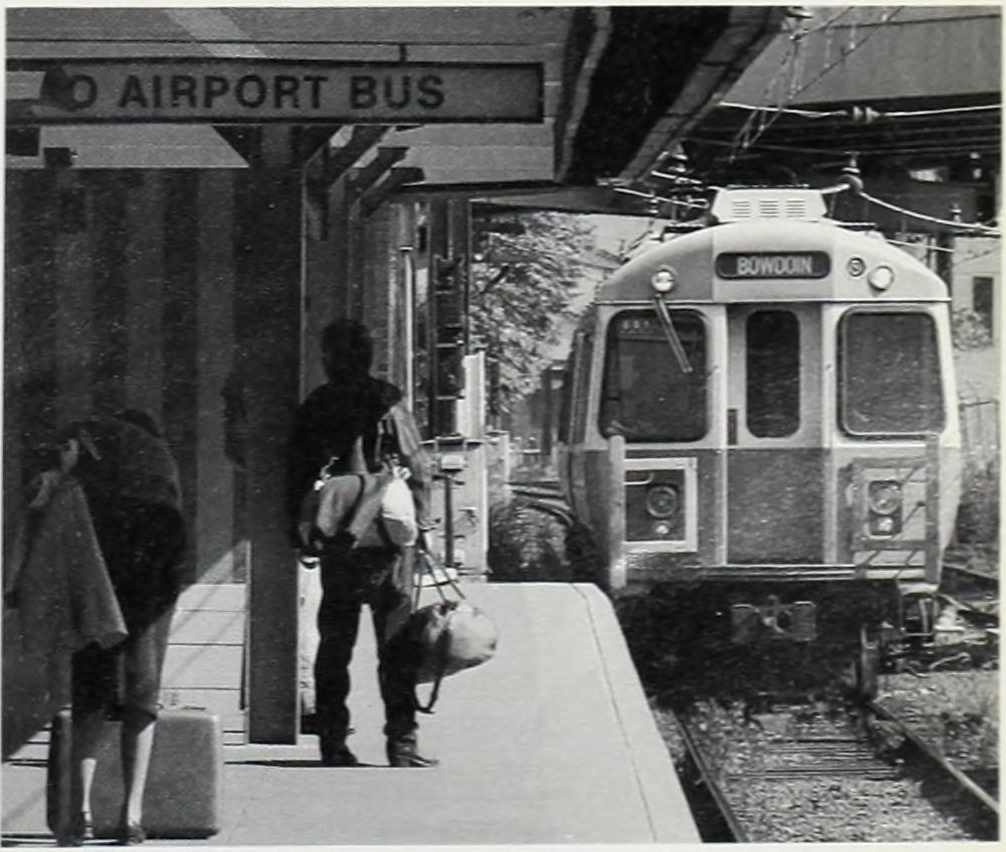
入城方向列车抵达机场站旧车站（1985）

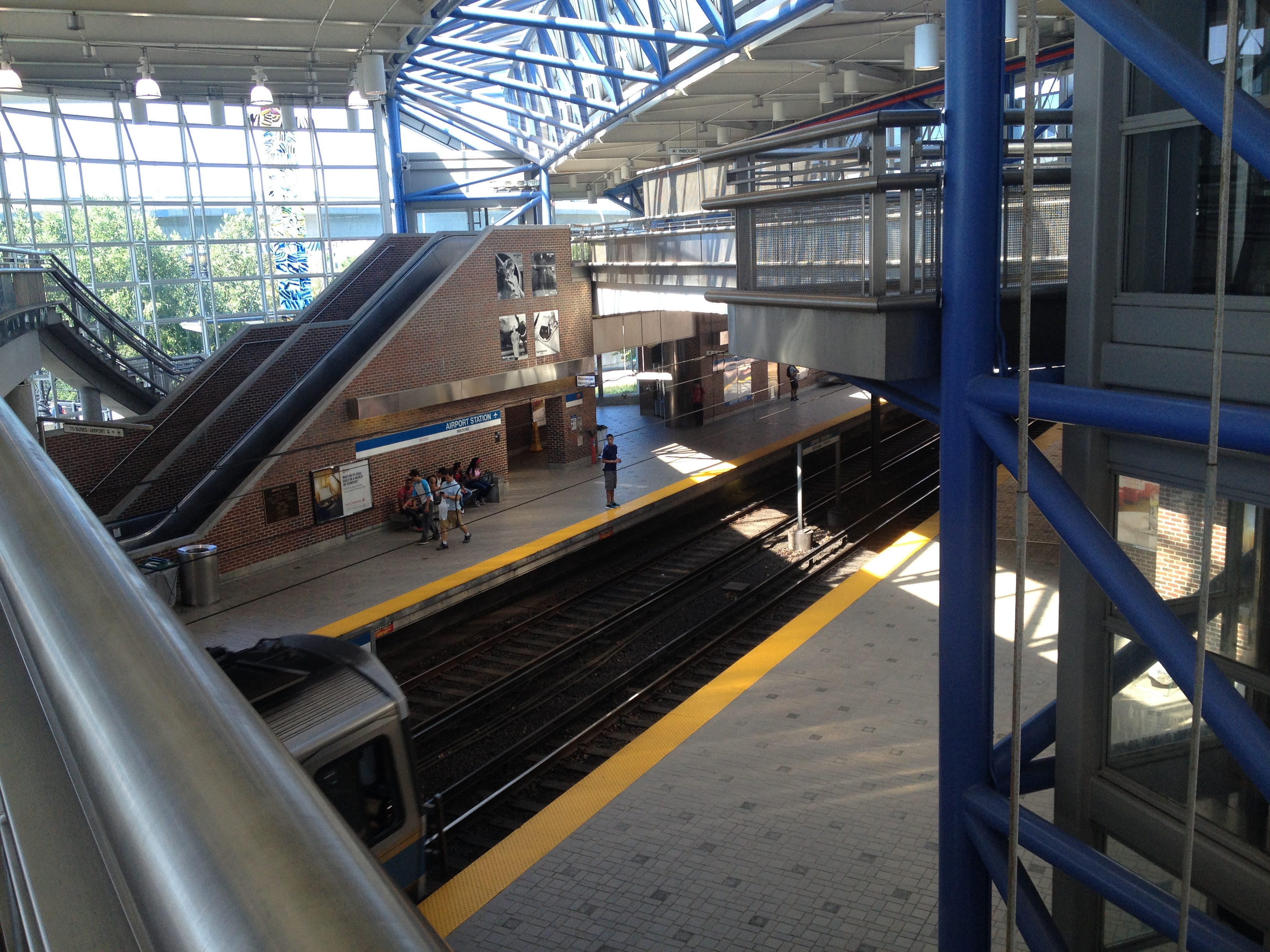
2004年竣工并启用的全新车站（2014）

1952年1月5日，大都会交通署（MTA）开始里维尔延长线工程一阶段施工，兴建机场站、木岛站和东方高地站。
延长线衔接东波士顿隧道上的马维里克站，一直向东北的里维尔海滩和林恩方向延伸至东方高地站。曾经的东部铁路和大交汇口铁路轨道部分被改造成东波士顿绿道，部分为地铁所用。
从北岸吹来的带有海盐的空气渐渐腐蚀蓝线车站，使车站破败不堪。1968年车站迎来了第一次全面现代化装修。2000年4月，造价2300万美元的新车站项目动工，用于代替旧车站。由于大开掘工程将高速公路匝道改道，新的车站设置与旧车站东部约150米处。全新的机场站于2004年6月3日竣工启用，工程造价为2300万美元。现代化的机场站两个侧式站台由一座人行天桥连接，天桥两侧均设有电梯，满足无障碍环境要求。为服务机场旅客，地铁站安装了更加宽阔的足以容纳行李箱的电梯，并且安装有航班信息显示屏供旅客查看。 
直到2005年，机场站是从波士顿到机场的主要交通方式。作为大开掘工程环境缓和措施之一，州政府要求快捷公交银线停靠机场航站楼。波士顿南站至机场航站楼的银线支线于2005年6月1日正式开始运营。对很多旅客来说，乘坐银线可以避免在机场站换乘，但是机场站客流依旧很大。

### 规划
2018年4月21日，银线新增开往切尔西的SL3支线，在机场站停靠。
2015年10月，麻州港务局公布洛根机场E航站楼扩建计划，并计划修建从机场站直达E航站楼的人行天桥。车站于航站楼之间距离半英里，一旦建成将会是世界上最长的人行天桥之一。2018年4月，麻州港务局公布了一份旅客自动输送系统可行性的研究，该捷运系统连接机场四个航站楼、机场站、租车中心和经济停车场，用于替代机场摆渡车和人行步道。工程预计持续10年，造价约为10亿美元。

## 公交换乘

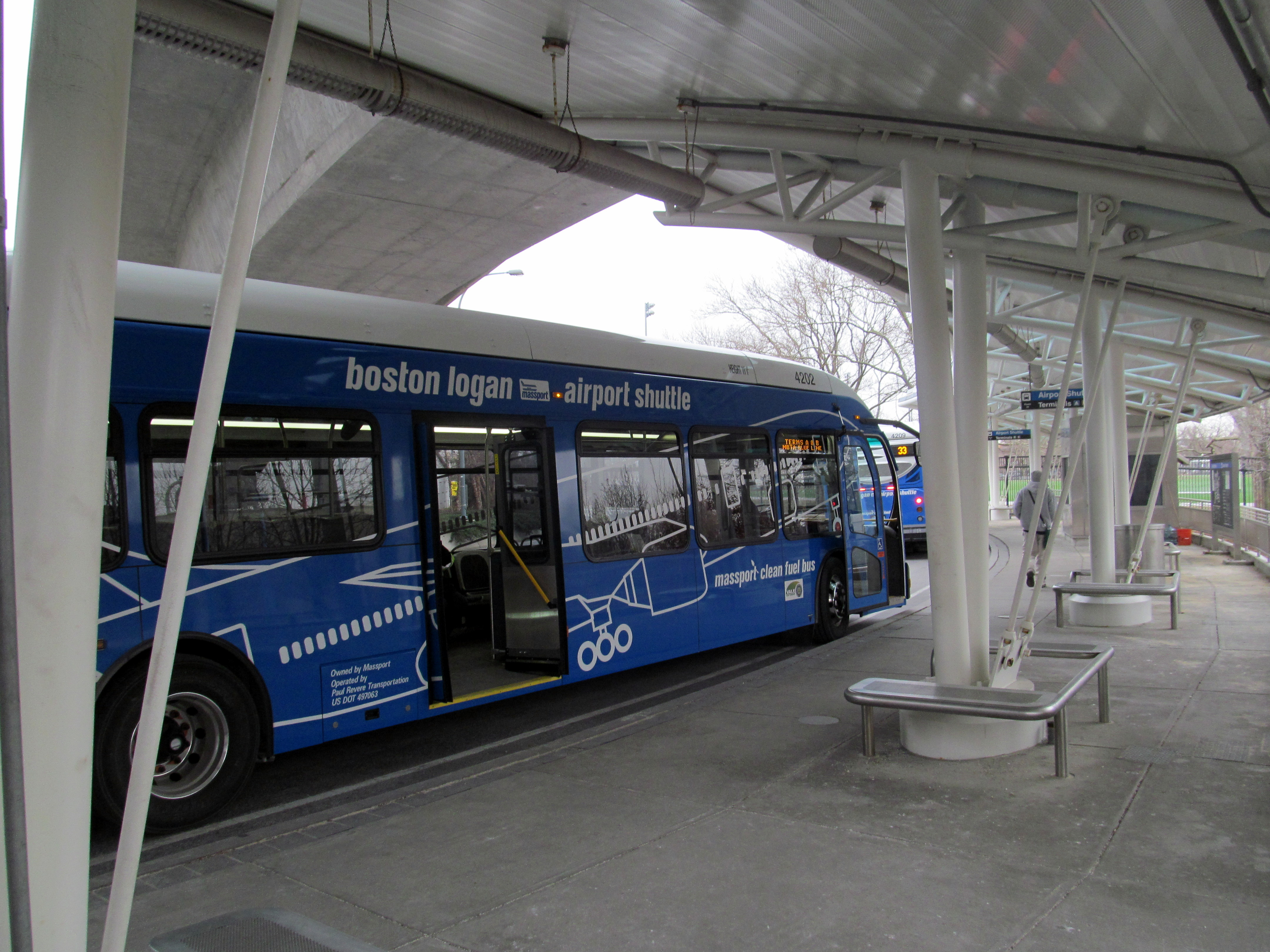
麻州港务局机场摆渡车

机场站与洛根机场各航站楼间的机场摆渡车向公众免费开放，由麻州港务局营运：
- 22号线：早上7:00至晚上10:00，往返于A航站楼、B航站楼、机场站和租车中心
- 33号线：早上7:00至晚上10:00，往返于C航站楼、E航站楼、机场站和租车中心
- 55号线：早上7:00之前，晚上10:00之后低峰期，往返于所有航站楼、机场站和租车中心
- 66号线：往返于所有航站楼、机场站和水上渡轮码头（英语：MBTA Boat）[10]

除了银线SL3以外，乘客可在机场站换乘171、448、449、459路公交，分别开往市中心十字站、达德利广场站、马布尔黑德及塞勒姆市。

## 车站结构

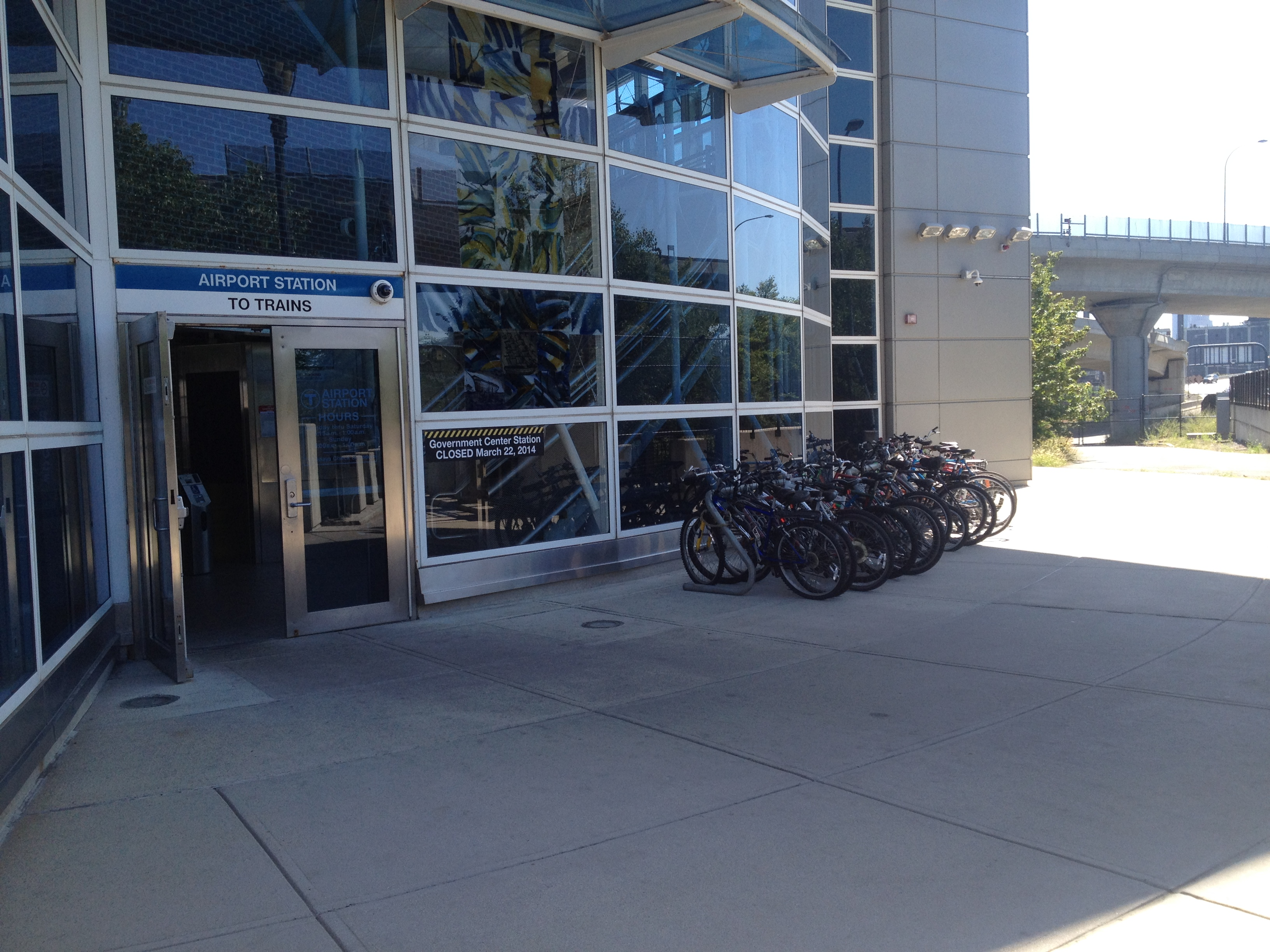
不来梅街入口的自行车架

| G           | 地面               | 出入口                  |
| G 银线 站台 | 侧式站台，右侧开门 | 侧式站台，右侧开门      |
| G 银线 站台 | 入城               | 往波士顿南站 （银线路） |
| G 银线 站台 | 出城               | 往切尔西 （东部大道）   |
| M           | 夹层               | 前往出入口              |
| G 蓝线 站台 | 侧式站台，右侧开门 | 侧式站台，右侧开门      |
| G 蓝线 站台 | 入城               | 往保丁（马维里克）      |
| G 蓝线 站台 | 出城               | 往梦幻之地 （木岛）     |
| G 蓝线 站台 | 侧式站台，右侧开门 |                         |